# Аитал и Акепсије
Акепсије (грч. Ακεψεης) и Аитал су хришћански мученици и светитељи.
Православна црква их помиње 11. децембра (по јулијанском календару).

## Живот
Акеспије и Аитал су били родом из Персије. Акеспије је био пагански свештеник у граду Ербилу. Обратио се хришћанском епископу, надајући се да ће оздравити од своје болести. Епископ га је поучио у вери и хришћанском животу и својим молитвама исцелио од болести. Након тога, Акепсије се вратио у Ербил, крстио се и посвећен је у чин презвитера, и почео је да проповеда хришћанство међу локалним становништвом. То је постало познато владару Ербила, који је позвао Акепсија к себи и наредио да се затвори и да му се одсече уво. Аитал је био ђакон цркве у Ербилу. Ухваћен због исповедања хришћанства, претучен је од стране старешина паганских свештеника и послат у затвор. После тога су Акепсије и Аитал доведени код владара Ербила. Он је захтевао да се одрекну хришћанства, а када су они то одбили, осудио их је на смарт одсецањем главе.
У 12. веку кратко житије мученика Акеспија и Аитала преведено је на старословенски језик, а у првој половини 14. века српски монаси су направили нови превод на Светој Гори. У Русији је живот постао познат од краја 14. века, а у 16. веку је уврштен у Велики спомен митрополита Макарија.